# Castello di Battipaglia
Il castello di Battipaglia, noto localmente come "Castelluccio" o "Castelluccia", è un edificio d'epoca medievale costruito intorno all'anno Mille sui resti di una precedente struttura militare più antica, su commissione di Guaimario IV di Salerno per poter proteggere militarmente e inizialmente una vasta area che include la zona dove scorre il fiume Tusciano, nella valle del Tusciano e in prossimità delle terre situate intorno al fiume Sele.
L'edificio sorge su una collina che domina la città in posizione strategica, dove le ultime pendici preappenniniche si abbandonano alla piana del Sele, proprio all’imbocco della valle del Tusciano e nei pressi dell'antica via romana Popilia.
Col passare del tempo e in epoca moderna, durante la prima ristrutturazione totale della struttura le nuove tendenze aristocratiche l'hanno trasformato in una residenza signorile estiva, seguita poi da altri ampliamenti e opere di miglioramento estetico sia interno che esterno, avvenute, con la seconda ristrutturazione totale dell'intero edificio.
È stato dichiarato bene artistico e culturale dalla sovrintendenza dei beni artistici e culturali dalla regione Campania nel 1994.
Nel corso dei secoli è diventato un simbolo che rappresenta l'intera città di Battipaglia e dei suoi abitanti.

## Storia
Secondo le fonti ufficiali il castello venne fatto costruire su volontà di Guaimario IV di Salerno intorno all'anno mille sui resti di una struttura militare precedente e più vecchia che, risalirebbe al VIII secolo o IX secolo di cui, è stata inglobata in parte all'interno della nuova ma di cui si sono perse quasi totalmente le sue tracce e documentazioni inerenti.
Il castello venne fatto erigere principalmente dal regnante locale dell'epoca Guaimario IV di Salerno poiché venne a crearsi la necessità di proteggere una grande area ecclesiastica ed economicamente produttiva, tra cui anche un monastero dei frati benedettini chiamato San Mattina de loco Tusciano (San Mattina in Tusciano) e un altro col nome di S. Arcangelo de Battipalea apud Ebulum (Sant'Arcangelo di Battipaglia ed Eboli), tuttora esistenti ed attivi anch'essi e citati entrambi in un documento databile del 1053, dove si evince la funzione esercitante la protezione che offrivano le guardie del castello verso questa vasta area abitata.
La struttura è menzionata una prima volta in un documento ufficiale del Principato di Salerno riportante la data 4 ottobre 1080, nel quale l'amministrazione longobarda locale confermava alla Chiesa di Salerno il possesso del duomo di San Matteo di Salerno, la chiesa di San Vito al Sele (situata nella piana del fiume Sele, nella contrada Santa Cecilia ad Eboli e anche la località Campolongo situata attualmente nei pressi dell'attuale cittadina di Santa Lucia, vicino a Battipaglia. Di quest'ultima città venne consegnato alla Chiesa di Salerno anche il possesso del Castellucium de Baptipalla (castelluccio di Battipaglia).
La fortezza viene citata anche nell'inventario federiciano (del re Federico II di Svevia) dei castelli del 1230-1231.
È noto che Bertoldo di Hohenburg, principe di Taranto e governatore del principato di Salerno, stabilì nel 1251 che il castelluccio e il casale di Battipaglia venissero restituiti alla chiesa salernitana. Dopo la morte di Enrico VI di Svevia, il capitano del suo esercito, tale conte Marcoaldo d’Anvellier, se ne impossessò.
Dalla metà del XIII secolo in poi non vi sono notizie riguardanti il castello, quantomeno sino agli inizi del XVII secolo, più esattamente nel 1612, divenne proprietà di una famiglia di nobili di Angri, originari della Liguria, i Doria.
Successivamente, venne acquistato nel 1683 dal marchese Angelo Pignatelli e rimarrà come proprietà della sua famiglia fino alla metà degli anni '50 del XX secolo. Negli anni '20 del XX secolo, la nobile famiglia Pignatelli chiamarono il famoso architetto napoletano Farinelli che apportò dei profondi cambiamenti strutturali a tutto il castello, trasformandolo da fortezza in una vera e propria residenza signorile, riadattandola ad un nuovo stile architettonico il revival neo medievale. L'ultimo nobile della famiglia Pignatelli ad abitare il castello fu la marchesa Margherita Pignatelli.
Nel maggio 1979 la famiglia Santese divenne i nuovi proprietari dello stabile venduto pochi anni prima dalla baronessa Vicicelli alla famiglia De Luca, quest'ultima famiglia venderà l'intero edificio alla famiglia Santese che lo farà ristrutturare a sue spese solamente negli anni che vanno 2015 al 2020, a causa di ritardi burocratici delle varie amministrazioni che si sono avvicendate nel comune di Battipaglia e delle mancate autorizzazioni da parte della sovrintendenza dei beni artistici e culturali dalla regione Campania.

## Leggende

### Una storia d'amore finita male
Si narra che una delle castellane, un giorno, mentre guardava il mare, guardò giù nelle stalle e si innamorò dello stalliere che badava ai cavalli. Nei lunghi periodi di assenza del marito nobile, la donna giaceva con il suo amante nelle scuderie del palazzo ma, furono scoperti da una fedele cortigiana del castello, che informò il signore al ritorno da uno dei suoi viaggi. Il signore decise subito di punirli entrambi, per primo venne fatto uccidere lo stalliere sotto gli occhi della moglie, ma quest'ultima disperata si impiccò poi nel giardino interno del palazzo.
Da quel momento le donne adultere di Battipaglia stanno molto attente a non guardare in alto verso le mura del castello perché, potrebbero incontrare lo sguardo attonito del fantasma della castellana che le rammenta dal non tradire i loro consorti.

## Architettura

### Mura e locali interni
La struttura possiede ancora delle mura originali risalenti al VIII-IX secolo dell'antica struttura militare preesistente che poggiano sulla roccia della collina e una torre fatta costruire con i lavori di ampliamento del castello nel XIII secolo. La facciata presenta tre torri quadrangolari costruite successivamente; il complesso include una piccola cappella accessibile dal cortile interno, una veranda, cucine, un locale adibito a dispensa per i viveri, un frantoio e diversi bagni dove è conservata un'antica caldaia. Al castello è annessa una piccola grotta usata probabilmente come riparo per il bestiame, collegata un tempo tramite mura interne. I locali del pian terreno sono caratterizzati da spettacolari volte a crociera scavate nella pietra viva risalenti all'anno mille. Vi sono inoltre due forni a legna e cinque caminetti un tempo rivestiti in marmo, montacarichi per il trasporto di vivande e stipiti delle porte in granito. L'appartamento nobiliare non era molto grande: era composto da sei stanze, tra le quali quella più grande era probabilmente il salone. Questo era illuminato da due grandi finestre archiacute che dovevano essere bifore, ma oggi non presentano più i loro pilastrini centrali. L'ultima stanza della parte gentilizia porta ad un grande scalone in pietra e a stanze del piano terra, che sono illuminate da finestre poste in alto. Sono state costruite dei torricini (piccole torri) in aggiunta nei pressi di alcune parti delle mura di difesa, durante i nuovi lavori di riqualificazione dello stabile. Sono presenti anche delle riproduzioni di dipinti moderni mentre un affresco della Vergine Maria brandente una scimitarra, che è stato fortemente vandalizzato non si sa se durante gli ultimissimi restauri dell'intero edificio, è stato restaurato o meno.
Lo stemma della famiglia Pignatelli tutt’oggi è visibile lungo una delle pareti esterne e vicino all'ingresso principale del castello, ricorda il matrimonio dell’ultima erede del castello con Ferdinando Ferrara di Olevano, decretando la fusione dei due casati.
È stato posto un nuovo stemma della famiglia Santese visibile lungo la parete esterna del muro del castello, con al disotto una dedica alla fondazione Santese.

### Cappella della Madonna delle Grazie
La cappella gentilizia si trova all'interno del cortile interno del castello, è accessibile da quest'ultima zona e come il resto della struttura è stata oggetto di un totale restauro. Attualmente è affidata alle cure del parroco della chiesa madre di Battipaglia che ne esercitano il diritto di praticarvi le funzioni religiose al suo interno.
Al suo ingresso un dipinto sormonta il portale della chiesetta raffigurante la Madonna delle Grazie, cui era dedicata, oltre ad un altro dipinto della santissima Trinità, oltre alla presenza di molti dipinti minori di angeli e santi nel soffitto. La pavimentazione è costituita da piastrelle a scacchi che si alternano con i colori bianco-nero, dietro l'abside, vi è una riproduzione del dipinto della Madonna di Pompei, al suo fianco sono presenti altri due dipinti di angeli, uno alla destra e un altro alla sinistra del dipinto della Madonna. Lungo tutte le pareti vi sono dei quadretti raffiguranti la Via Crucis mentre, nei pressi dell'ingresso vi sono due dipinti di San Michele arcangelo, uno posto sopra la porta d'ingresso mentre, alla sinistra della porta, al suo ingresso vi è un dipinto della Madonna in paradiso, tra gli angeli e i santi. Infine lungo le pareti laterali alla sinistra dell'ingresso un dipinto di san Giuseppe Moscati mentre dal lato opposto un dipinto del beato Bartolo Longo. La chiesetta è stata completamente restaurata insieme al castello e non è stato possibile recuperare gli antichi affreschi presenti al suo interno prima degli atti di vandalismo compiuti negli anni nei quali l'intero castello è stato abbandonato all'incuria del tempo.

## Eventi recenti
Il più importante restauro, al quale si deve l’immagine attuale della struttura venne effettuato dall’architetto Farinelli, negli anni '20 del XX secolo, che ne modificò in maniera profonda l'intero assetto estetico, cambiando anche stile al castello con uno revival neo medievale, tra l'altro ancora in voga agli inizi del XX secolo. Dopo questa ristrutturazione, non è stato possibile ritrovare nessun dipinto o pianta del castello per motivi ignoti, forse rubati da malintenzionati locali che ne approfittarono dei controlli.
Ha subito alcune distruzioni e saccheggi da parte di soldati e civili durante gli anni del primo conflitto mondiale e dai bombardamenti degli alleati durante la seconda guerra mondiale, durante lo sbarco di Salerno.
Il castello poi non venne risparmiato dal terremoto dell'Irpinia del 1980 e fino a quel momento non più sottoposto ad opera di riqualificazione per circa un trentennio, divenendo a questo punto completamente inagibile.
Negli anni che vanno dal 1980 agli inizi del 2000 ha subì ulteriori atti di vandalismo e furti da parte di malintenzionati. Tra i danni da atti di vandalismo si possono ricordare uno sfregio ad un affresco ottocentesco raffigurante la Vergine Maria che brandisce una scimitarra e a quelli presenti nella cappella del castello, che attualmente sono ricoperti incautamente dalla vernice e piastrelle parietali moderne.
L'associazione Civica Mente si è occupata della riqualificazione della struttura tramite il progetto RipartiAmo di Battipaglia, cercando di portare all'attenzione delle istituzioni locali e campane lo stato di degrado del castello.
È stato dichiarato bene artistico e culturale dalla soprintendenza ai beni architettonici di Salerno della regione Campania con il decreto ministeriale del 25/08/1994, con apposita dichiarazione di interesse culturale.
Il 26 novembre 2014 una scossa di terremoto provocò il cedimento strutturale di una parte dell'edificio, la commissione straordinaria che amministrava la città in quel periodo si mosse per vincolare il palazzo storico: «La commissione regionale per il patrimonio culturale della regione Campania, su proposta della soprintendenza delle belle arti e del paesaggio della provincia di Salerno, sancì l’interesse storico-artistico del Castelluccio di Battipaglia». Il cedimento strutturale fu accentuato anche a causa di un'opera di pulizia dei locali interni della struttura effettuata in malo modo mesi prima. Nei mesi successivi il comune di Battipaglia deciderà di far iniziare i lavori di riqualificazione del castello con a capo l'imprenditore Francesco Santese che n'è diventato l'ultimo proprietario della struttura.
I lavori di ristrutturazione completa del castello si svolsero dal 30 novembre 2015 al 30 maggio 2020, durante la ristrutturazione la struttura è stata radicalmente rinnovata sia nei locali interni che esterni. Il progetto, contestato inizialmente dal FA (Fondo Ambientale Italiano) per dubbi sulle ristrutturazioni e ampliamenti non autorizzati, ma nonostante l'imponente opera di ristrutturazione sono stati manomessi alcuni locali interni (in parte addossati alla roccia del colle sul quale poggia buona parte del castello), con la proliferazione oltraggiosa dei finti torricini (piccole torrette). È stata fatta porre una dedica scritta con gli avvenuti lavori di ristrutturazione fatti eseguire dall'imprenditore che ne ha seguito i lavori e un'altra sotto al nuovo stemma dei proprietari posto sulle mura di un ingresso dell'edificio, sempre dalla famiglia Santese/fondazione Santese. La fondazione Santese è stata creata dopo la morte prematura di una nipote Maria Rosaria Santese del dottor. Francesco che ne ha voluto omaggiare il suo ricordo.
C'è stata una solenne cerimonia pubblica di apertura del castello avvenuta l'8 novembre 2021 dove, sono state richiamate delle comparse medievali dalla città di Battipaglia, da Angri e dalla regione Campania in generale per l'occasione di festa. Una solenne cerimonia religiosa di ringraziamento è stata poi svolta stesso quella sera e l'imprenditore Francesco Santese ha in quell'occasione celebrato il suo compleanno e avuto una laurea honoris causa, consegnata dal sindaco battipagliese venuto per la cerimonia di apertura e di premiazione.
Il castello è stato inserito nella classifica dei 20 castelli più belli d'Italia.